# Jämnen
Jämnen är en å i Härjedalens kommun, biflöde till Hoan. Längden är cirka 30 kilometer.